# Luci Procili
Luci Procili (en llatí: Procilius) va ser un magistrat i polític romà del segle i aC.
Va ser tribú de la plebs l'any 56 aC, i va ser acusat per Publi Clodi Pulcre el 54 aC, juntament amb els seus col·legues Gai Porci Cató i Marc Noni Sufenat, pels actes violents durant el seu tribunat. Porci i Noni van ser absolts per influència de Pompeu, però Procili va ser condemnat.
Molts autors pensen que aquest Procili era la mateixa persona que l'historiador Procili, contemporani de Ciceró, que va escriure probablement sobre geografia romana, i també sobre la història primitiva de Roma. Marc Terenci Varró esmenta el seu relat sobre l'origen del Llac Curci, un petit llac que hi havia al Fòrum de Roma. Plini parla també de la història que Procili va escriure sobre el retorn triomfal de Pompeu de la província romana d'Àfrica.